# Adrian von Bubenberg

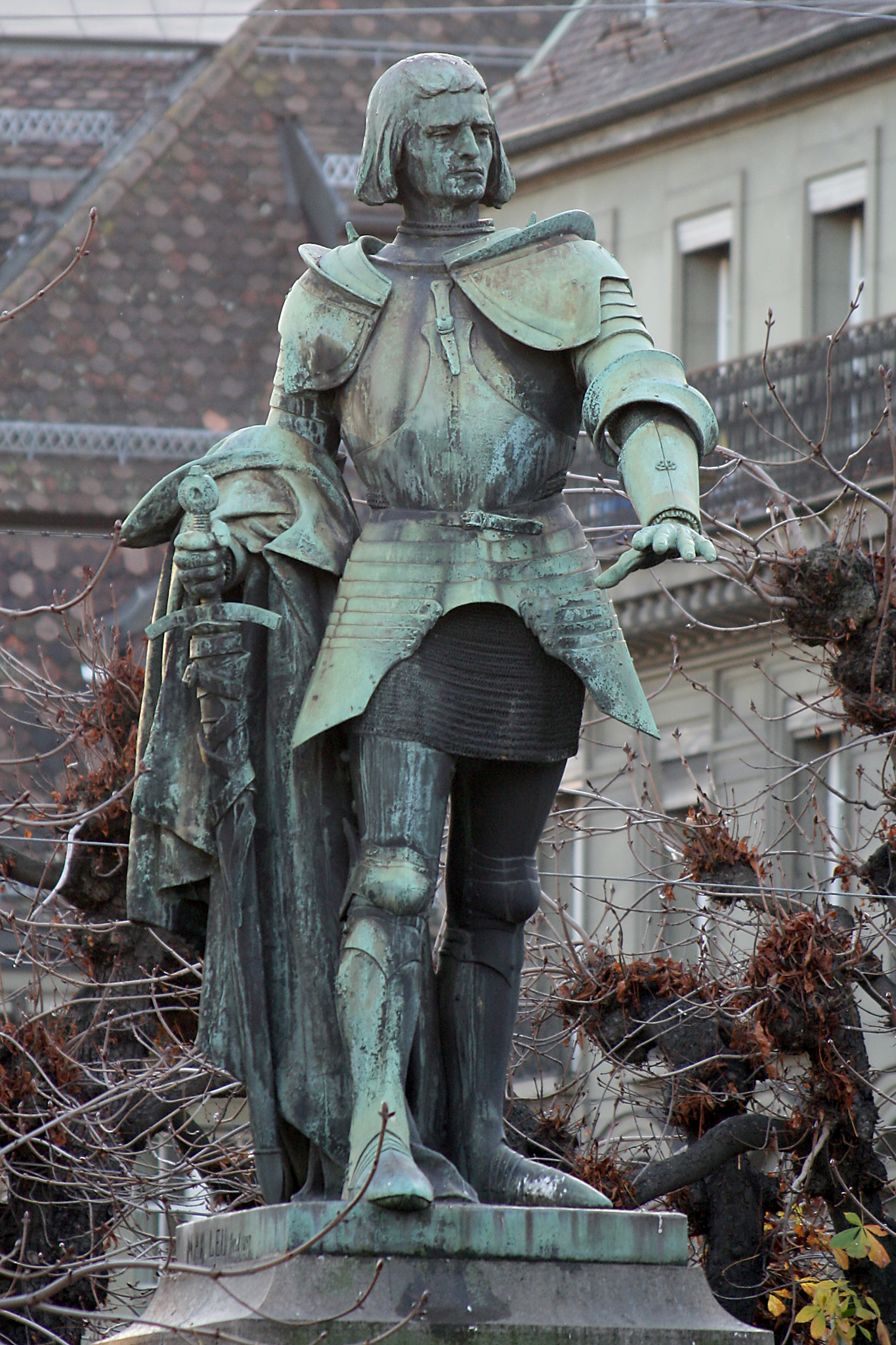
Monumento a Adrian von Bubenberg a Berna

Adrian von Bubenberg (Berna, 1424 – Berna, 1479) è stato un militare e politico svizzero ricordato per aver partecipato nella battaglia di Morat.

## Biografia
Figlio di Enrico IV von Bubenberg, Schultheiss di Berna e signore di Spiez, cui successe nel 1465. Durante un pellegrinaggio a in Terra Santa nel 1466, fu investito al rango di Cavaliere dell'Ordine Equestre del Santo Sepolcro di Gerusalemme.  Numerose volte prima e dopo le guerre di Borgogna, guidò i negoziati bernesi con altri cantoni dell'antica Confederazione Svizzera e potenze straniere tra cui Savoia, Borgogna, Francia e Sacro Romano Impero. 
Ma la sua statura eroica nella storia svizzera è dovuta alla sua tenace difesa durante la Battaglia di Morat. Era stato nominato comandante della guarnigione cittadina nell'aprile 1476. La città fu assediata per dodici giorni a giugno dalle truppe di Carlo, duca di Borgogna, e Bubenberg riuscì a resistere fino a quando fu sollevato dalle forze confederate il 22 giugno alla decisiva sconfitta di Carlo.

## Eredità

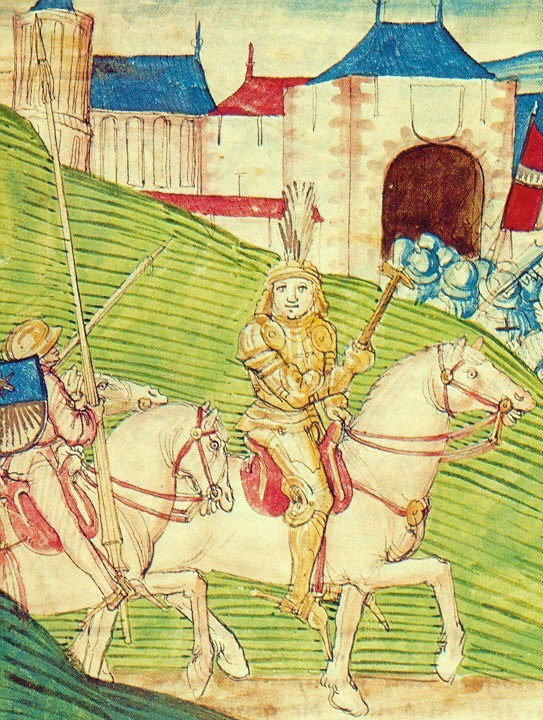
Adrian von Bubenberg a cavallo (Diebold Schilling il Vecchio)

Von Bubenberg fu sepolto nel coro del Berner Münster, la cattedrale di Berna. Essendo sempre stato a corto di fondi nonostante fosse il capo della principale casa nobiliare di Berna, von Bubenberg fu bandito postumo per i suoi debiti nel 1481, ma il governo resistette alla richiesta di papa Sisto IV che fosse riesumato e sepolto disonorevolmente per questo motivo. 
Le gesta di Bubenberg figurano già nelle cronache illustrate quasi contemporanee di Diebold Schilling il Vecchio. In seguito divenne un'icona del nazionalismo romantico, rappresentato in letteratura come l'ideale della virtù cavalleresca e del patriottismo, in particolare nel romanzo Ring i der Chetti di Rudolf von Tavel (1931). 

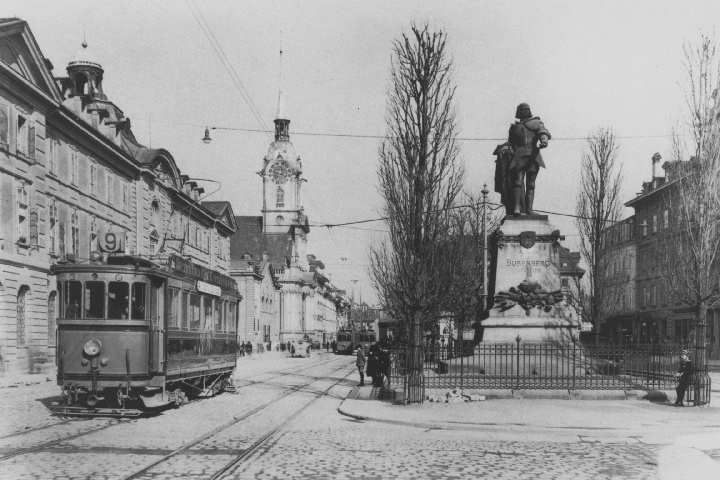
Il monumento nella sua ambientazione originale (foto del 1915)

Nel 1897 Berna onorò Bubenberg con una statua in bronzo sulla Christoffelplatz, che per l'occasione fu ribattezzata Bubenbergplatz. Il progetto per la statua ha innescato una disputa sul fatto che fosse corretto mostrare Bubenberg a piedi piuttosto che come un cavaliere in una statua equestre. La statua fu spostata nel vicino Hirschengraben nel 1930 per fare spazio alle infrastrutture del tram; i piani per spostare la statua innescarono un controverso dibattito sui giornali bernesi all'inizio del 1930, ma il piano trovò il sostegno popolare in una votazione del 6 aprile. La statua fu rimossa il 24 aprile ed eretta nella sua posizione attuale il 19 maggio.